# Anammox

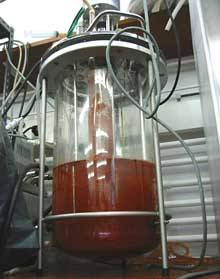
Un cultivo de bacterias que llevan a cabo la oxidación anaerobia de amonio. (Radboud University Nijmegen)

Anammox, acrónimo de oxidación anaerobia del ion amonio (ANaerobic AMMonium OXidation), es un proceso biológico que forma parte del ciclo del nitrógeno. En este proceso biológico, nitrito y amonio se convierten directamente en gas nitrógeno. Un alto porcentaje de la conversión de nitrógeno en los océanos se realiza mediante este proceso. La reacción catabólica total es:
NH4+ + NO2- → N2 + 2H2O.
Las bacterias que realizan el proceso anammox pertenecen al filo Planctomycetota y corresponden a los géneros Brocadia, Kuenenia, Jettenia, Anammoxoglobus (todos de agua dulce), y Scalindua (marinos). De interés especial es la producción de hidracina (utilizada normalmente como combustible de cohetes y venenosa para la mayoría de los organismos vivos) como compuesto intermedio. Otra característica llamativa del organismo es su tasa de crecimiento extremadamente lenta, con un tiempo de división de casi dos semanas.
Una posible aplicación del anammox es la eliminación de nitrógeno en el tratamiento de aguas residuales. En contraste con el proceso convencional de nitrificación-desnitrificación, solamente la mitad del nitrógeno tiene que ser oxidado a nitrito. Para el enriquecimiento de los organismos anammox, parece adecuado un sistema de biopelículas, especialmente porque puede asegurar el tiempo de crecimiento en los lodos de más de 20 días que requieren los Planctomycetota. Otras posibilidades son los reactores secuenciales de lotes (SBR) y los reactores cíclicos de gas usando lodo granular. La reducción de costes comparada con las técnicas convencionales es considerable; sin embargo, la técnica es todavía joven. La primera planta de tratamiento a gran escala que usó el anammox fue construida en 2000 en Hattingen (Alemania). A fecha 2006 hay tres plantas en funcionamiento en los Países Bajos.
Existe también una planta que se encuentra operando desde el año 2020, en Santiago de Chile, ubicada en la Planta de tratamiento de aguas residuales La Farfana de Aguas Andinas S.A, que utiliza esta tecnología y remueve el 90% del nitrógeno en la línea de los centrados de la deshidratación de los lodos.